# Corneliano d’Alba
Corneliano d’Alba (piemontiul: Cornian) település Olaszországban, Piemont régióban, Cuneo megyében. Lakosainak száma 2132 fő (2023. január 1.). Corneliano d’Alba Alba, Baldissero d’Alba, Guarene, Montaldo Roero, Monticello d’Alba, Piobesi d’Alba, Sommariva Perno és Vezza d’Alba községekkel határos.

## Népesség
A település lakossága az elmúlt években az alábbi módon változott:
| Lakosok száma | 2082 | 2111 | 2132 |
|               | 2017 | 2018 | 2023 |